# Diósy Márton
Diósy Márton (1818 – London, 1892. március 21.) hírlapíró, borkereskedő.

## Élete
1848–1849-ben Kossuth Lajos titkára volt; a szabadságharc után Londonban telepedett le, hol borüzlete volt és az angol hírlapokba dolgozott.

## Munkái
Don Caesar de Bazan, dr. 5 felv., Dumanoir és Dennery után franciából ford. Budapest, 1882. (Először a Nemzeti Színházban 1844. dec. 16. a Nemzeti Színház Könyvtára 142. sz.)
Kéziratban: Mérgesnő (Etienne) vígj. 1 felv., Földszint és lebuj. vígj. 1 felv. (a Nemzeti Színház könyvtárában.)
Szerkesztette az Első magyar zsidó naptárt (Évkönyvet). Pest, 1848.
Kereskedelmi s vegyes cikkeket irt a Honderűbe (1845.), Pesti Divatlapba (1846.), Gazdasági Lapokba (1861. A magyar borkereskedésről Londonban, 1862. A magyar borüzlet Angliában, 1863. 1865–66. 1868–69.), Falusi Gazdába 1865.), Vasárn. Ujságba (1873. Asztalos Sándor honvéd alezredes életrajza.)
Egy színdarabja is van: Vén arszlán és fia, vígj. 4 felv. angol eszme után magyar színre írta. (Először adatott Pesten a nemzeti színházban 1844. jan. 18.).